# Постокупацијски Јапан
Постокупација Јапана је период у јапанској историји који је почео после савезничке окупације Јапана и завршен је 1952. године. Јапан се установио као светска економска и политичка сила. Иако је Јапан после рата вођен уставом написаним од стране Америке, идаље су били у стању да установе снажне утицаје. Устав је донет 3. новембра 1946, а ступио је на снагу 3. маја 1947. године. Он је садржао тачку у 9. члану која је забрањивала Јапану да поседује војску и да ступа у ратове. Током година овај члан је другачије тумачен, зато што сада Сједињене Америчке Државе подржавају Јапан да контролише своју безбедност. Либерална демоктратска странка би желела да се овај члан устава укине. 

## Политика
Савезничка окупација је завршена 28. априла 1952. године, када су услови из споразума у Сан Франциску ступили на снагу. По условима из споразума, Јапан је поново стекао свој суверенитет, али је изгубио многе територије које је држао пре Другог светског рата, укључујући Кореју, Тајван и Сахалин. Такође је изгубио и контролу над многим мањим острвима у Тихом океану. Овај споразум је такође давао Јапану слободу да приступа међународним одбрамбеним блоковима. Јапан је то учинио истог дана по потписивању споразума. Јапански премијер Шигеру Јошида и председник Америке Хари Труман су потписали документ који је дозвољавао америчким јединицама да наставе коришћење својих база у Јапану. 
Настала је расправа око ограничења војне потрошње и суверенитета цара, доприносећи великој редукцији већине Либералне партије на првим постокупацијским изборима. После неколико реорганизација војске, 1954. године су основане оружане снаге Јапана под цивилним руководством. Хладни рат и рат у Кореји су такође знатно допринели обнови економије под утицајем САД и сузбијању комунизма у овом периоду. 
Непрестано распадање партија је довело до спајања конзервативних сила Либералне партије и Јапанске демократске партије, огранак старе Демократске партије, да би новембра 1955. године формирали Либерално демократску партију. Ова партија је непрекидно била на власти од 1955. до 1993. године. Руководство ЛДП-а је настало од елите која је видела Јапан током пораза и окупације. Привлачила је бивше бирократе, локалне политичаре, бизнисмене, новинаре, пољопривреднике и друге професионалце. Октобра 1955. године социјалистичке групе су се поново ујединиле под Јапанском социјалистичком партијом која је постала друга најјача политичка сила у Јапану. Она је по популарности била праћена партијом Комеито, основаном 1964. године.
Касних седамдесетих година двадесетог века Комеито и Демократска социјалистичка партија су прихватиле споразум о међусобној сарадњи и безбедности, а Демократска социјалистичка партија је чак и подржавала надоградњу одбране. Такође је Јапанска социјалистичка партија била приморана да одбаци свој антимилитаристички став. Сједињене Америчке Државе су наставиле да врше притисак над Јапаном да повећају потрошњу своје одбране преко 1% свог бруто друштвеног производа. Ово је проузроковало многе расправе, где већина противљења није долазила из мањинских странака или од јавног мишљења него од званичника из министарства финансија.
Премијер Танака Какуеј је приморан да поднесе оставку 1974. године због наводне повезаности са финансијским скандалима и био је на кратко ухапшен и затворен 1976. године.
Свадљива политика Либерално демократске партије је отежавала долазак до консензуса током седамдесетих година двадесетог века. Међутим, изненадна смрт премијера Охира Масајошија непосредно пред изборе 1980. године је довела до повећања гласова овој партији из саосећања, што је омогућило новом премијеру Сузуки Зенку да постигне већину. Сузуки је убрзо замењен због афера око издавања уџбеника, наиме они су покушавали да заташкају агресије Јапана у Другом светском рату. Овај инцидент као и озбиљни фискални проблеми су довели до пада Сузукијевог кабинета.
Новембра 1982. године, Накасоне Јасухиро, конзервативац кога су подржавале фракције Танаке и Сузукија, је постао премијер, а 1984. је изабран за свој други мандат као председник Либерално демократске партије. Јапанска влада се 1986. године сусретала са растућом кризом. Цене земљишта су убрзано расле, стопа инфлације је достигла ону из 1975. године, а незапосленост је била на рекордно високом нивоу на 3,2%. Лета 1987. године су економски индикатори показивали знакове опоравка, али 20. октобра, истог дана када је Накасоне именовао свог наследника, токијска берза је пала. Јапанска економија и политички систем су ситигли до прекретнице у свом развоју који ће се наставити и у деведесетим годинама двадесетог века.    

## Економија
Јапанска влада је кроз институције попут министарства за међународну трговину и индустрију подстакнула развој јапанске индустрије у иностранству, а притом ограничила пословања страних фирми у Јапану. Ове праксе и ослањање на Сједињене Америчке Државе за безбедност су дозволиле јапанској економији да експоненцијално расте за време Хладног рата. До осамдесетих година двадесетог века многи јапански производи, посебно аутомобили и електрични уређаји, су се извозили широм света, а јапанска индустрија је била друга највећа на свету. Овакав развој је настављен неометано упркос рецесији деведесетих година двадесетог века.   

## Спољни послови
Поред богатства и централне позиције у светској економији, Јапан је имао велики утицај на светску политику током великог дела послератног периода.
Педесете године двадесетог века су биле обележене поновним успостављањем веза Јапана са бројним нацијама и редефинисањем интернационалне улоге, на пример, приступањем Уједињеним нацијама 1956. године. 
Највећа политичка криза Јапана десила се 1960. године око ревизије јапанско-америчког узајамног споразума безбедности. Након што је закључен нови Споразум узајамне сарадње и безбедности који је обновио улогу САД као јапанског војног заштитника, јавили су се масовни улични протести и политички устанци, док је веће дало оставку месец дана након ратификације споразума. Јапански поглед на Сједињене Америчке Државе се до 1968. године, након година масовних протеста око нуклеарног наоружања и 1972. године, након узајамног одбрамбеног пакта, поправио и Јапан је добио назад Нанпо и Рјукју острва која су била под америчком влашћу.
Јапан је повратио везе са Републиком Кином након Другог светског рата и одржавани су срдачни односи са националистичком владом када је протерана у Тајван, полиса због које је Народна Република Кина, која је основана 1949. године, имала непријатељски поглед на Јапан. Токио је 1972. успоставио односе са Пекингом и уследила је блиска сарадња у области економије.
Јапански односи са Совјетским Савезом су наставили да буду проблематични после рата, али заједничка декларација Јапана и СССР, потписана 19. октобра 1956. године,  је окончала рат и поново успоставила дипломатске односе. Главни предмет спора је совјетска окупација онога што Јапан назива својим северним територијама, острва Итуруп, Кунашир, Шикотан и Хабомаи.
Неколико узајамних посета јапанског премијера Накасоне Јасухира и америчког председника Роналда Регана су имале за циљ да побољшају односе између њихових земаља. Јасухирова чвршћа позиција о проблемима одбране га је начинила популарним код неколико званичника САД, али не и у Јапану или другим суседним азијским земљама. 

## Култура
Јапан је наставио са вестернизацијом и у послератном периоду, до које је највише дошло за време окупације. Америчка музика и филмови су постали полуларни, што је подстакло генерацију јапанских уметника да стварају и под западњачким утицајем и под утицајем Јапана. 
Током овог периода Јапан је почео и да извози културу. Млади људи широм света су почели да читају манге , јапанске стрипове, да гледају аниме, јапанске анимиране филмове, и да конзумирају друге модерне аспекте јапанске културе. Јапански писци попут Јасунари Кавабате и Јукио Мишиме су постали популарни у Америци и Европи.